# 呉郵便局
呉郵便局（くれゆうびんきょく）は、広島県呉市にある郵便局。民営化前の分類では集配普通郵便局であった。

## 概要
住所：〒737-8799 広島県呉市西中央2-1-1

### 併設施設
- ゆうちょ銀行呉店（広島支店呉出張所）：取扱店番号510320

### 出張所（局外ATM）
民営化以前は以下の場所に出張所としてATMを設置していた。現在も同じ場所にATMがあるが、管理はゆうちょ銀行広島支店となっている。
- 呉市役所内出張所
- あがプラザ内出張所
- 呉そごう内出張所
- ゆめタウン呉内出張所
- 呉共済病院内出張所
- 国立病院機構呉医療センター出張所

## 沿革
- 1874年（明治7年）11月16日 - 庄山田（しょうやまだ）郵便取扱所として開設[1]。
- 1875年（明治8年）1月1日 - 庄山田郵便局（五等）となる[1]。
- 1885年（明治18年）6月25日 - 貯金取扱を開始。同年に荘山田郵便局に改称[1]。
- 1887年（明治20年）4月16日 - 呉郵便局に改称[1]。
- 1897年（明治30年）2月1日 - 呉郵便電信局となる[1]。
- 1903年（明治36年）4月1日 - 通信官署官制の施行に伴い呉郵便局となる[1]。
- 1947年（昭和22年）12月11日 - 郵便局で取扱う電話通話事務を除く電話事務を呉電話局に移管[2]。
- 1961年（昭和36年）2月27日 - 呉市岩方通三丁目から同市今西通三丁目に移転するとともに、和文電報受付および電話通話事務の取扱いを開始。
- 1981年（昭和56年）5月18日 - 警固屋郵便局[3]から集配業務を移管。
- 1983年（昭和58年）5月23日 - 天応郵便局[4]から集配業務を移管。
- 1992年（平成4年）8月3日 - 外国通貨の両替および旅行小切手の売買に関する業務取扱を開始。
- 2007年（平成19年）10月1日 - 民営化に伴い、併設された郵便事業呉支店、ゆうちょ銀行呉店に一部業務を移管。
- 2012年（平成24年）10月1日 - 日本郵便株式会社発足に伴い、郵便事業呉支店を呉郵便局に統合。
- 2015年（平成27年）3月2日 - 音戸郵便局から「737-12xx」区域の集配業務および保険の渉外業務を呉郵便局に、貯金の渉外業務をゆうちょ銀行呉店に移管。
- 2017年（平成29年）3月5日 - ゆうゆう窓口の24時間営業を廃止。

## 取扱内容

### 呉郵便局
- 郵便、印紙、ゆうパック、内容証明
- 生命保険、バイク自賠責保険、自動車保険、がん保険、引受条件緩和型医療保険
- 呉市内の一部地域（〒737-00xx、737-08xx、737-09xx、737-85xx、737-86xx、737-87xx、737-12xx）の集配業務
- ゆうゆう窓口

### ゆうちょ銀行呉店
- 貯金、貸付、為替、振替、振込、国際送金、外貨両替、国債、投資信託、変額年金保険
- ATM

## 周辺
- 呉市文化ホール
- 呉警察署
- 呉税務署
- 呉共済病院
- そごう呉店

## アクセス
- JR呉線 呉駅から徒歩約6分
- 広電バス 呉郵便局前停留所下車
- 広島呉道路 呉ICから南へ約800m
- 国道31号 呉駅公園前交差点を北東に折れてすぐ
- 駐車場あり：20台